# Aglutinação (biologia)

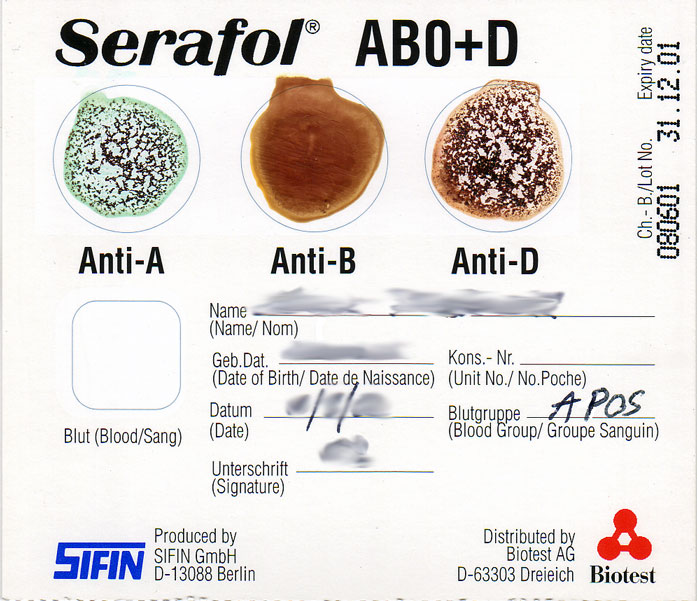
Carência

A aglutinação é a reação de um anticorpo presente naturalmente ou produzido no plasma - a aglutinina - com determinados antígenos na membrana das hemácias - o aglutinogênio - formando um aglomeramento de pequenas massas de células.
Essa reação pode ser usada para identificar o tipo sanguíneo de uma pessoa e possui consequências quando são realizadas transfusões sanguíneas. Como um indivíduo pode conter ou não antígenos em suas hemácias, o processo de aglutinação ocorrerá quando o sangue do doador tenha um antígeno que não esteja presente no sangue do receptor. Neste caso, o sistema imune reconhecerá esse corpo estranho e reagirá, aglutinando as hemácias, podendo levar a morte.
Porém, no caso em que o sangue doado - mesmo sendo diferente do receptor,– não possua antígenos (como o tipo sanguíneo O) não haverá aglutinação, pois não há o que ser reconhecido pelo sistema imune.
É importante ressaltar que não basta o sangue ser igual para que haja a transfusão, é necessário também que o antígeno seja compatível, ou seja, caso um tenha, o outro deve ter, e caso não tenha, o doado não pode ter.  
A aglutinação das hemácias só ocorre in vivo, após um erro de transfusão ou em condições patológicas, como a eritroblastose fetal. A aglutinação dos microrganismos pelo soro do doente constitui um método muito empregado de diagnóstico bacteriológico. Porém se uma pessoa de grupo sanguíneo A, por exemplo, doar sangue a uma pessoa Ab, seu anti-corpo anti-b não irá agir sobre o aglutinogênio B. Uma substância encontrada nas vagens, fitohemaglutinina (uma lectnina tóxica), também pode causar a aglutinação do sangue. Por ser uma proteína, possui uma grande fragilidade ao calor, logo, é destruída após o aquecimento, seja por meio do cozimento ou fritura.
| Sangue | Anti-A       | Anti-B       | Doa para    | Recebe de   |
| ------ | ------------ | ------------ | ----------- | ----------- |
| A      | Aglutina     | Não aglutina | A, AB       | O, A        |
| B      | Não aglutina | Aglutina     | B, AB       | O, B        |
| AB     | Aglutina     | Aglutina     | AB          | O, A, B, AB |
| O      | Não aglutina | Não aglutina | O, A, B, AB | O           |